# Монумент (альбом)
«Монумент» — третий студийный альбом белорусской постпанк-группы «Молчат дома». Был выпущен 13 ноября 2020 года на американском лейбле Sacred Bones Records, став их первым релизом на нём после подписания контракта в январе 2020 года. Группа записала альбом в своём родном городе Минске (Беларусь) в разгар пандемии COVID-19, приведшей к отмене их гастролей. В поддержку альбома были выпущены синглы «Не смешно», «Дискотека» и «Ответа нет». «Монумент» получил положительные отзывы критиков и вошёл в некоторые чарты Billboard в США.

## Предыстория

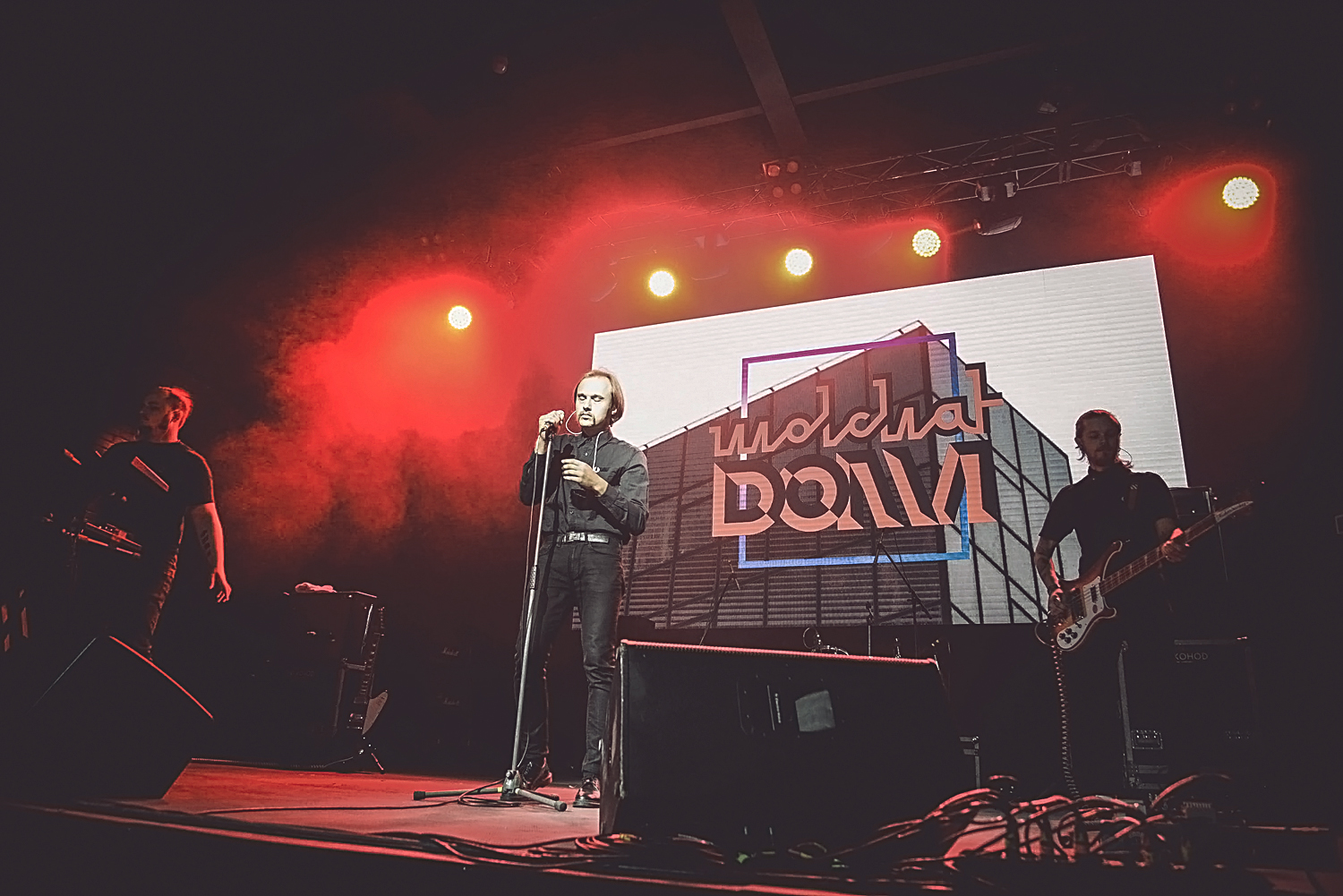
«Молчат дома» выступают на фестивале «Stereoleto» в Санкт-Петербурге (Россия), 2020 год

«Молчат Дома» — белорусская группа из Минска, основанная в 2017 году. Её музыка находится на стыке постпанка, синти-попа и нью-вэйва. Будучи почти неизвестной на родине, большинство прослушиваний её песен приходится на США и Мексику. В 2017 году группа выпустила свой дебютный альбом «С крыш наших домов».
В сентябре 2018 года был выпущен второй студийный альбом группы «Этажи». В течение следующего года альбом постепенно набирал популярность на видеохостинге YouTube благодаря неофициально загруженной копии, которая набрала около двух миллионов просмотров, прежде чем была удалена из-за уведомления об авторских правах. Во время своих гастролей в 2019 году, группа исполнила тогда ещё не записанные студийно песни «Не смешно» и «Ответа нет», обе из которых позже появятся на «Монументе».
Позже, в январе 2020 года, группа подписала контракт с американским независимым звукозаписывающим лейблом Sacred Bones Records. Примерно в то же время одна из песен с альбома «Этажи», «Судно (Борис Рыжий)», начала набирать популярность на платформе коротких видео TikTok, используясь в качестве фоновой музыки. Песня в конечном итоге достигнет второй позиции в мировом чарте Spotify Viral 50 и возглавит чарт Viral 50 в США. «Молчат дома» собирались отправиться в гастроли по Северной Америке вместе с американской певицей и автором песен Кристой Белл в 2020 году, но были вынуждены отложить их из-за пандемии COVID-19. Находясь на локдауне в Минске, они начали запись нового альбома.

## Выпуск

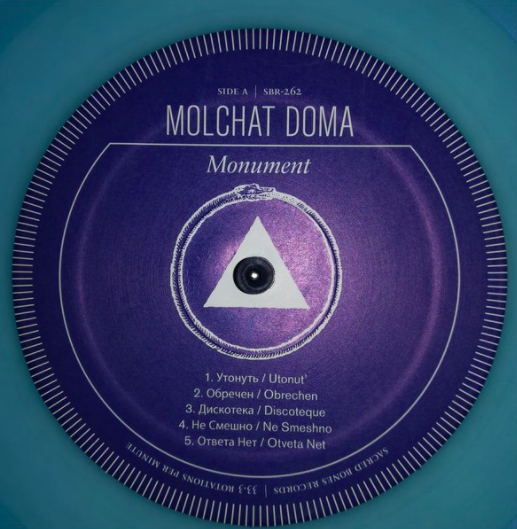
Виниловый релиз альбома «Монумент» для США

Третий студийный альбом группы «Молчат дома» «Монумент» был официально анонсирован  15 сентября 2020 года. В тот же день группа выпустила «Не смешно» — ведущий сингл с грядущего альбома. Музыкальное видео на эту песню было выпущено 29 сентября. Второй сингл с альбома, «Дискотека», был выпущен 14 октября, в тот же день было выпущено музыкальное видео. Третий и последний сингл «Ответа нет» был выпущен 29 октября, тогда же к нему было выпущено лирик-видео. Группа исполнила песню вживую на российском вечернем ток-шоу «Вечерний Ургант».
«Монумент» был выпущен 13 ноября 2020 года на лейбле Sacred Bones Records, став первым релизом группы на нём. Альбом вышел на цифровых платформах для скачивания и стриминга, а также на физических носителях: CD, аудиокассетах и 12-дюймовой чёрной виниловой пластинке. Свет увидели несколько эксклюзивных виниловых релизов. Через сайт Sacred Bones был доступен синий винил тиражом 2000 копий, винил «Blue ice» тиражом 1000 копий и синий винил в подарочной упаковке тиражом 400 копий. Члены клуба Sacred Bones Record Society также могли эксклюзивно заказать винил «Purple stardust» через веб-сайт. Эксклюзивные версии также продавались магазинами Rough Trade в Великобритании как винил «Black and clear splatter», в США Newbury Comics как серебряный винил, и Seasick Records как «Blue stardust».

## Приём

### Критический
| Совокупная оценка | Совокупная оценка |
| Источник          | Оценка            |
| ----------------- | ----------------- |
| Metacritic        | 80/100            |
| Оценки критиков   |                   |
| Источник          | Оценка            |
| AllMusic          | [ 18 ]            |
| Loud and Quiet    | 8/10              |
| musicOMH          | [ 20 ]            |
| Pitchfork         | 7,0/10            |
| PopMatters        | [ 22 ]            |
| Spectrum Culture  | 80%               |

«Монумент» получил положительные отзывы музыкальных критиков. На сайте-агрегаторе Metacritic, присваивающем средний рейтинг из рецензий профессиональных изданий, альбом получил оценку 80, основанную на пяти рецензиях, что указывает на «в целом положительные отзывы». Пол Симпсон из AllMusic посчитал, что «Монумент» звучит «ярче и отточеннее», чем «Этажи», а также «более откровенно танцевально, чем их [группы] более ранние записи». Симпсон также заявил, что альбом содержал «некоторые из их самых запоминающихся песен на сегодняшний день». Ник Соулсби из PopMatters написал, что «самым ярким достоинством альбома является его точность: девять песен, никаких филлеров, никаких видимых слабостей — „Монумент“ так же твёрд, как монолиты, к которым он отсылает».
Мэтт Котселл из musicOMH похвалил название альбома и общий образ, добавив, что «„Молчат дома“ отлично справляются со своим наследием и доказывают, что они нечто большее, чем просто развлекательный осколок старого блока». В статье для The Quietus Лавия Томас написала, что «во многих отношениях „Монумент“ воплощает в себе всё, что могут предложить „Молчат дома“», отметив, что это было достойным завершением успешного для группы года, который включал подписание контракта с Sacred Bones Records и всплеск прослушиваний. Эшли Бардхан из Pitchfork сочла, что исполнение звучит «более уверенно», а музыка «менее мутно», также отметив решение группы не «потворствовать аудитории, привлечённой их невероятным прорывом в TikTok».

### Коммерческий
В США «Монумент» не смог попасть в Billboard 200, основной альбомный чарт страны, хотя попал в другие чарты того же Billboard. В чарте Top Album Sales, который учитывает только чистые продажи альбомов, альбом занял 97-ю строчку. В хит-параде World Albums, который ранжирует самые продаваемые альбомы этнической музыки, альбом попал на 12-е место. Кроме того, он достиг 14-й строчки в Top Tastemaker Albums и 21-й в Top Heatseekers Albums.

## Треклист
Тексты песен написаны Егором Шкутко; музыка написана Романом Комогорцевым.
| №                   | Название             | Длительность |
| ------------------- | -------------------- | ------------ |
| 1.                  | «Утонуть»            | 5:44         |
| 2.                  | «Обречён»            | 4:08         |
| 3.                  | «Дискотека»          | 4:04         |
| 4.                  | «Не смешно»          | 3:52         |
| 5.                  | «Ответа нет»         | 4:02         |
| 6.                  | «Звёзды»             | 3:46         |
| 7.                  | «Удалил твой номер»  | 5:10         |
| 8.                  | «Ленинградский блюз» | 4:00         |
| 9.                  | «Любить и выполнять» | 5:26         |
| Общая длительность: | Общая длительность:  | 40:12        |

## Участники записи
Данные из примечаний к альбому.
«Молчат дома»
- Егор Шкутко — вокал
- Роман Комогорцев — гитара, ведущий синтезатор, программирование драм-машины, сведение, звукорежиссирование, мастеринг, аранжировки
- Павел Козлов — бас-гитара, синтезатор

Прочие участники
- Kanaplev + Leydik — фотография
- «Молчат дома» — концепция обложки
- Андрей Яковлев — дизайн обложки

## Чарты
| Чарт (2020)                            | Высшая позиция |
| -------------------------------------- | -------------- |
| США (Billboard Top Heatseekers Albums) | 21             |
| США (Billboard Top Album Sales)        | 97             |
| США (Billboard Top Tastemaker Albums)  | 14             |
| США (Billboard World Albums)           | 12             |

### Комментарии
1. ↑  Запись и сведение.